# Kanton Les Ulis
Kanton Les Ulis is een kanton van het Franse departement Essonne. Kanton Les Ulis maakt deel uit van het arrondissement Palaiseau. het heeft een oppervlakte van 51.11 km² en telt 53.635 inwoners in 2018.

## Gemeenten
Het kanton Les Ulis omvatte tot 2014 enkel de gemeente Les Ulis.
Door de herindeling van de kantons bij decreet van 24 februari 2014, met uitwerking op 22 maart 2015 werden er volgende 6 gemeenten aan toegevoegd:
- Gometz-le-Châtel
- Marcoussis
- Nozay
- Saint-Jean-de-Beauregard
- Villebon-sur-Yvette
- Villejust